# أليسون ويلر (ممثلة)
أليسون ويلر (بالفرنسية: Alison Wheeler) (مواليد 22 يوليو 1986 في إنجين ليه باين ، فرنسا) هي كوميديا وممثلة فرنسية.

## روابط خارجية
- أليسون ويلر (ممثلة) على موقع IMDb (الإنجليزية)
- أليسون ويلر (ممثلة) على موقع ألو سيني (الفرنسية)
- أليسون ويلر (ممثلة) على موقع قاعدة بيانات الفيلم (الإنجليزية)